# Ukh
El riu Ukh - (ucraïnès) Уж (Uzh), (eslovac) Uh - és un riu entre Ucraïna i Eslovàquia. Té 127 km de llargària, 21,3 dels quals passen per Eslovàquia. Desemboca al riu Laborec prop de la ciutat de Drahňov.
La ciutat ucraïnesa d'Újhorod i el castell Nevitske, en ruïnes, es troben a la vora de l'Ukh. El riu forma part de la frontera eslovaco-ucraïnesa al voltant d'1,5 km prop del poble de Pinkovce.
El seu nom prové de la paraula už, que significa 'serp' en eslau occidental antic.